# Seidai Miyasaka
Seidai Miyasaka (japanska: 宮坂 正大?, Miyasaka Seidai) född 1955, är en japansk astronom.
Minor Planet Center listar honom som S. Miyasaka och som upptäckare av 4 asteroider.
Asteroiden 3555 Miyasaka är uppkallad efter honom.

## Asteroider upptäckta av Seidai Miyasaka
| 7097 Yatsuka [A]                        | 8 oktober 1993  |
| 7837 Mutsumi [A]                        | 11 oktober 1993 |
| 8099 Okudoiyoshimi [A]                  | 8 oktober 1993  |
| 58622 Setoguchi [A]                     | 2 november 1997 |
| Upptäckt tillsammans med: A Hiroshi Abe |                 |